# 莲属
蓮屬是山龙眼目蓮科的一属，也是莲科唯一一個现存屬，有兩個種，分別是亞洲的荷花（N. nucifera）和美洲的黃蓮花（N. lutea），水生，花大而美麗。曾被劃入睡蓮科。

## 特征

### 睡蓮和荷花的區別
睡蓮和荷花外型相似，主要的區別是在葉子的生長位置和葉子的形狀，但不同的园艺品种可能会表现出部分差异。
- 睡蓮 - 原种葉子与花常貼在水面，葉有深裂縫。 
  - 植物界（Plantae）> 被子植物分支（angiosperms） > 睡蓮目（Nymphaeales） > 睡蓮科（Nymphaeaceae） > 睡蓮屬（Nymphaea） > 睡蓮（Nymphaea tetragona）
- 荷花 - 原种葉子与花伸出水面，葉圓形，無裂縫。
  - 植物界(Plantae) > 被子植物分支（angiosperms） > 真双子叶植物分支（eudicots） > 山龍眼目(Proteales) > 莲科(Nelumbonaceae) > 莲属（Nelumbo） > 荷花/蓮（Nelumbo nucifera）